# HD 175360
HD 175360，又名CD-2314844，SAO 187468、HR 7128，是一颗恒星，视星等为5.93，位于銀經12.53，銀緯-11.29，其B1900.0坐标为赤經18h 49m 57.4s，赤緯-23° -11.29′ 4″。